# Andrea Kovač
Andrea Kovač (madžarsko Kovács Andrea, dekliški priimek Grebenar) je slovenska političarka, novinarka. * Monošter, 12. november 1967.
Leta 2019 je postala predsednica Zveze Slovencev na Madžarskem.

## Življenje in delo
Odrasla je na Gornjem Seniku v Slovenskem Porabju. Študirala je slovenščino, književnost in zgodovino na Visoki pedagoški šoli Dániela Berzsenyija (danes Univerza Savaria) v Sombotelu, nato na Pedagoški fakulteti v Mariboru.
Bila je najprej novinarka slovenske narodnostne oddaje madžarske televizije Slovenski utrinki in sodelavka slovenskega Generalnega konzulata v Monoštru, hkrati tudi članica Zveze Slovencev na Madžarskem. Leta 2006 je postala prva direktorica Razvojne agencije Slovenska krajina. Leta 2019 je po upokojitvi Jožeta Hirnöka prevzela predsedništvo Zveze Slovencev na Madžarskem.
Leta 2008 je za svoje delovanje prejela priznanje Za Porabje. Leta 2023 je bila odlikovana z državnim odlikovanjem Republike Slovenije za delo za porabske Slovence.